# Bathydrilus edwardsi
Bathydrilus edwardsi är en ringmaskart som beskrevs av Erséus 1984. Bathydrilus edwardsi ingår i släktet Bathydrilus och familjen glattmaskar. Inga underarter finns listade i Catalogue of Life.